# Cielo d'ottobre
Cielo d'ottobre (October Sky) è un film del 1999 diretto da Joe Johnston e tratto dal libro Rocket Boys (1998), autobiografia di Homer H. Hickam jr.
Il film si ispira ad una storia realmente accaduta, raccolta nel libro di memorie di un ingegnere della NASA, ora in pensione, che ha anche dato la sua consulenza per la trasposizione cinematografica: Homer H. Hickam jr., responsabile motori dello Space Shuttle ed addestratore degli astronauti destinati a missioni sulla navicella spaziale.

## Trama
Nel 1957 in un piccolo paesino di nome Coalwood, il destino degli abitanti era segnato fin dalla loro nascita: la miniera di carbone che sorgeva nelle vicinanze dava lavoro, inevitabilmente, a quasi tutti gli abitanti. Homer Hickam Jr. (Jake Gyllenhaal) non era da meno; anche se le sue ambizioni miravano in alto, le sue possibilità economiche non gli avrebbero permesso di continuare gli studi, e, viste le sue doti non proprio atletiche, non sarebbe riuscito nemmeno a prendere una borsa di studio per meriti sportivi, come invece aveva fatto suo fratello maggiore Jim.
Un giorno, quando nel cielo d'ottobre passò lo Sputnik sovietico, decise che il suo destino non sarebbe stato quello che voleva suo padre John (Chris Cooper), sovrintendente alla miniera, che desiderava che suo figlio seguisse le sue orme.
Insieme ad un gruppo di amici decise di preparare un razzo e di lanciarlo nello spazio. Dopo diversi tentativi falliti, l'ultimo lancio riesce e il razzo vola alto nel cielo. Le speranze del ragazzo si esaltano, e la sua passione per l'astronautica e l'incoraggiamento della sua insegnante di chimica e fisica miss Riley (Laura Dern) lo portano a vincere una borsa di studio.
La pellicola mostra come i sogni di un ragazzo possano avverarsi, nonostante tutto sembri dimostrare il contrario. Homer è un ragazzino come tanti, con delle ambizioni che non vengono accettate da suo padre, che si ritiene, a differenza del figlio, un uomo con i piedi per terra. Ma la perseveranza e la passione del ragazzo per l'astronautica lo porteranno ad ottenere il successo tanto sperato.

## Riprese
Nonostante il film sia ambientato a Coalwood nel Virginia Occidentale tutte le riprese sono state fatte nel Tennessee.

## Slogan promozionali
- «Sometimes one dream is enough to light up the whole sky. (A volte un sogno è sufficiente ad illuminare il cielo intero)»
- «Un ragazzo proiettato nel futuro. Un padre ancorato al passato. Un sogno che non vuole morire.»
- "A dream never dies but soars in the sky and waits only for you".(Un sogno non muore mai ma si libera nel cielo ed aspetta solo te). cit.di :Una Poetessa Anonima.